# Алцынхута
Алцынхута (калм. Алцынхут) — посёлок в Кетченеровском районе Калмыкии, административный центр Алцынхутинского сельского муниципального образования.
Население — 741 чел. (2012)

## Физико-географическая характеристика
Посёлок расположен на юге Кетченеровского района в пределах Приергенинской равнины, являющейся частью Прикаспийской низменности, на высоте 3 м ниже уровня моря. Рельеф местности равнинный. К востоку от посёлка урочище — лиман Алцынхута. Распространены солонцы луговатые (полугидроморфные).
По автомобильной дороге расстояние до столицы Калмыкии города Элиста составляет 160 км, до районного центра посёлка Кетченеры — 52 км. К посёлку имеется подъезд с щебневым покрытием (25 км) от региональной автодороги Кетченеры — Иджил — Солёное Займище
Климат
Согласно классификации климатов Кёппена-Гейгера посёлок находится в зоне семиаридного климата (Bsk). Среднегодовая температура положительная и составляет +9,6 °С, средняя температура самого холодного месяца января −6,0°С, самого жаркого месяца июля + 25,2°С. Многолетняя норма осадков — 300 мм. В течение года количество выпадающих атмосферных осадков распределено относительно равномерно: наименьшее количество выпадает в феврале-апреле (по 18 мм), наибольшее — в июне (35 мм).

## История
Село находится на необычном священном месте. Здесь когда-то находился большой хурульный комплекс, в котором были пять родовых хурулов: Баруна сюм, Кетчнря сюм, Аавихна сюм, Нойнахна сюм, Асмуда сюм. Как и другие храмы республики, хурульный комплекс в Алцынхуте был разрушен в конце 1920-х.
Образование посёлка Алцынхута можно отнести примерно к 1817 году — дата, обозначенная на бараньей лопатке, найденной при разборе фундамента бывшего здания хурула.
В 1909 году в Алцынхуте была открыта аймачная школа.
В 1923 году здесь организованы три товарищества — «Татал», «Алцынхут» и «Авджин». Через десять лет в хозяйстве «Алцынхут» числились 44 мелких хозяина и 170 человек населения. В 1933 году хозяйство реорганизовали в колхоз «Овцевод», в 1937 году переименовали в колхоз имени «XVII партсъезда». Согласно Всесоюзной переписи населения 1939 года, в Алцынхуте проживали 292 человека. В результате незаконной депортации калмыков колхоз был расформирован и вместе с рядом других колхозов Кетченеровского улуса объединен в новый совхоз под названием «Приозерный» и передан Никольскому району Астраханской области, а сам посёлок в 1952 году переименован в «Заливной».
После восстановления автономии калмыцкого народа посёлок перешёл в административное подчинение Ергенинского сельсовета и на его территории была образована ферма № 4 совхоза «Ергенинский». Основным направлением в деятельности хозяйства стало мясное скотоводство и овцеводство. В начале 70-х годов XX века в совхозе организовали племенную ферму по выращиванию КРС.
В 2010 году посёлок был газифицирован, в 2011 году заработал офис врача общей практики.

## Население
| 2002 | 2010 | 2012 |
| ---- | ---- | ---- |
| 787  | ↗795 | ↘741 |

Национальный состав
Согласно результатам переписи 2002 года большинство населения посёлка составляли калмыки (95 %)
| Национальность | Численность (2010) | Процент |
| -------------- | ------------------ | ------- |
| Калмыки        | 752                | 94,7%   |
| Русские        | 34                 | 4,3%    |
| Казахи         | 3                  | 0,4%    |
| Не указана     | 5                  | 0,6%    |
| Всего          | 794                | 100%    |

## Экономика
ОАО «Племзавод им. А. Чапчаева».

## Достопримечательности
Хурул — красивое трёхъярусное здание с зелёной крышей.

## Известные жители и уроженцы
- Рокчинский, Гарри Олегович (1923, Алцынхута — 1993, Элиста) — заслуженный художник РСФСР.